# Чингансола
Чингансо́ла (рос. Чингансола, марій. Чингансола) — присілок у складі Звениговського району Марій Ел, Росія. Входить до складу Шелангерського сільського поселення.

## Населення
Населення — 47 осіб (2010; 61 у 2002).
Національний склад (станом на 2002 рік):
- марі — 97 %